# Grandcour (Zwitserland)
Grandcour is een gemeente en plaats in het Zwitserse kanton Vaud en maakt sinds 1 januari 2008 deel uit van het district Broye-Vully. Voor 2008 maakte de gemeente deel uit van het toenmalige district Payerne. Grandcour telt 763 inwoners.

## Geboren
- Adolphe-Henri Ruchat (1906-2002), maatschappelijk werker en vluchtelingenhelper